# Syryjski Front Islamski
Syryjski Front Islamski – konfederacja zrzeszająca salafickie i ekstremistyczne ugrupowania zbrojne, aktywna podczas syryjskiej wojnie domowej od grudnia 2012 do listopada 2013. Syryjski Front Islamski wchodził w skład syryjskiej opozycji, mającej na celu obalenie rządu Baszszara al-Asada.
Konfederacja została powołana 21 grudnia 2012 i zrzeszała 11 grup islamistycznych. Wśród nich były Ahrar asz-Szam, Liwa al-Haqq w Hims, Islamski Ruch Al-Fadżr w Aleppo, Ansar asz-Szam w Latakii, Dżajsz at-Tawhid w Dajr az-Zaur, Brygada Hamzy ibn Abd al-Muttaliba w Damaszku. W skład organizacji nie weszła największa zbrojna grupa salaficka operująca na terenie Syrii - Front Obrony Ludności Lewantu, która w czerwcu 2013 połączyła się z Islamskim Państwem w Iraku i Lewancie. Wszystkie te organizacje odrzucały zwierzchność Wolnej Armii Syrii - głównego zbrojnego podmiotu syryjskiej opozycji.
Celem Syryjskiego Frontu Islamskiego była walka w imię islamu, obalenie reżimu Baszara al-Asada oraz ustanawianie kalifatu w Syrii.
22 listopada 2013 po wielomiesięcznych negocjacjach, ugrupowania tworzące Syryjski Front Islamski (Ahrar asz-Szam, Liwa al-Haqq, Ansar asz-Szam) podpisały pakt z trzema ugrupowaniami wchodzącymi w skład innego islamistycznego bloku konfederacyjnego - Syryjskiego Frontu Wyzwolenia Islamu (Liwa at-Tauhid, Sukur asz-Szam i Dżajsz al-Islam) oraz Kurdyjskim Frontem Islamskim, powołując do życia organizację pod nazwą Front Islamski. W zamyśle twórców ciała militarnego, jest to alternatywa wobec Syryjskiej Koalicji Narodowej na rzecz Opozycji i Sił Rewolucji, a także Islamskiego Państwa w Iraku i Lewancie.